# Elecciones estatales de Quintana Roo de 1975
Las elecciones estatales de Quintana Roo de 1974-1975 se llevaron a cabo el domingo 9 de marzo de 1975, y en ellas se eligieron por vez primera en el nuevo Estado de Quintana Roo (hasta el 8 de octubre de 1974 fue un Territorio Federal) los siguientes cargos de elección popular en el Estado mexicano de Quintana Roo:
- Gobernador de Quintana Roo. Titular del Poder Ejecutivo del estado, electo para un periodo de seis años no reelegibles en ningún caso, el candidato electo fue Jesús Martínez Ross.
- 7 ayuntamientos. Compuestos por un Presidente Municipal, un síndico y regidores, electos para un periodo de tres años no reelegibles para el periodo inmediato.
- 7 Diputados al Congreso del Estado. Electos por mayoría relativa en cada uno de los Distrito Electorales Locales.

## Resultados electorales

### Gobernador
|  | 98.94 % |

|  | 0.98 % |

|  | 7.05 % |

|  | 100.0 % |

### Ayuntamientos
|                                              | Partido Revolucionario Institucional | 7 |
|                                              | Partido Popular Socialista           | 0 |
| Fuente: Instituto Electoral de Quintana Roo. |                                      |   |

#### Ayuntamiento de Chetumal
- Mariano Ángulo Basto  Hecho

#### Ayuntamiento de Cancún
- Alfonso Alarcón Morali  Hecho

#### Ayuntamiento de Cozumel
- Carlos Antonio González Fernández  Hecho

#### Ayuntamiento de Kantunilkin
- Emilio Oxté Tah  Hecho

### Diputados
|                                              | Partido Revolucionario Institucional | 7 |
|                                              | Partido Popular Socialista           | 0 |
| Fuente: Instituto Electoral de Quintana Roo. |                                      |   |